# Audierne
Audierne (in bretone: Gwaien) è un comune francese situato nel dipartimento del Finistère nella regione della Bretagna.
Dal 1º gennaio 2016 ha assorbito il comune di Esquibien.

## Società

### Evoluzione demografica
Abitanti censiti